# Cuphea myrtifolia
Cuphea myrtifolia là một loài thực vật có hoa trong họ Lythraceae. Loài này được Bacig. mô tả khoa học đầu tiên năm 1931.